# Pirhosigma simulans
Pirhosigma simulans är en stekelart som först beskrevs av Henri Saussure 1875.  Pirhosigma simulans ingår i släktet Pirhosigma och familjen Eumenidae. Inga underarter finns listade i Catalogue of Life.